# Abdullah Omar
Abdullah Omar Ismail (Arabic: عبد الله عمر; sinh ngày 1 tháng 1 năm 1987) là một cầu thủ bóng đá người Bahrain gốc Tchad hiện tại thi đấu cho Al Ettifaq FC ở vị trí tiền vệ. Anh cũng thi đấu cho Đội tuyển bóng đá quốc gia Bahrain.

## Sự nghiệp quốc tế

### Bàn thắng quốc tế
Tỉ số và kết quả liệt kê bàn thắng của Bahrain trước.
| Bàn thắng | Thời gian           | Địa điểm                                      | Đối thủ      | Tỉ số | Kết quả | Giải đấu                                     |
| --------- | ------------------- | --------------------------------------------- | ------------ | ----- | ------- | -------------------------------------------- |
| 1.        | 20 tháng 8 năm 2008 | Sân vận động Quốc gia Bahrain, Riffa, Bahrain | Burkina Faso | 1–0   | 3–1     | Giao hữu                                     |
| 2.        | 23 tháng 3 năm 2009 | Sân vận động Quốc gia Bahrain, Riffa, Bahrain | Zimbabwe     | 5–0   | 5–2     | Giao hữu                                     |
| 3.        | 3 tháng 6 năm 2009  | Sân vận động Quốc gia Bahrain, Riffa, Bahrain | Jordan       | 2–0   | 4–0     | Giao hữu                                     |
| 4.        | 8 tháng 9 năm 2015  | Sân vận động Grand Hamad, Doha, Qatar         | Yemen        | 3–0   | 4–0     | Vòng loại giải vô địch bóng đá thế giới 2018 |